# Elvis Country (I’m 10,000 Years Old)
„Elvis Country” (I’m 10,000 Years Old) – trzydziesty siódmy album studyjny Elvisa Presleya, wydany przez RCA Records 2 stycznia 1971 roku.

## Lista utworów

### Strona pierwsza
| Utwór | Nagrany    | Tytuł                        | Autor                                 | Długość |
| ----- | ---------- | ---------------------------- | ------------------------------------- | ------- |
| 1.    | 22.09.1970 | Snowbird                     | Gene MacLellan                        | 2:17    |
| 2.    | 07.06.1970 | Tomorrow Never Comes         | Johnny Bond and Ernest Tubb           | 4:07    |
| 3.    | 04.06.1970 | Little Cabin on the Hill     | Bill Monroe and Lester Flatt          | 1:58    |
| 4.    | 22.09.1970 | Whole Lotta Shakin’ Goin’ On | Dave „Curly” Williams and Sunny David | 3:10    |
| 5.    | 07.06.1970 | Funny How Time Slips Away    | Willie Nelson                         | 4:32    |
| 6.    | 07.06.1970 | I Really Don’t Want to Know  | Howard Barnes and Don Robertson       | 2:59    |

### Strona druga
| Utwór | Nagrany    | Tytuł                            | Autor                           | Długość |
| ----- | ---------- | -------------------------------- | ------------------------------- | ------- |
| 1.    | 08.06.1970 | There Goes My Everything         | Dallas Frazier                  | 3:10    |
| 2.    | 05.06.1970 | It's Your Baby You Rock It       | Shirl Milete and Nora Fowler    | 3:04    |
| 3.    | 04.06.1970 | The Fool                         | Naomi Ford and Lee Hazlewood    | 2:34    |
| 4.    | 07.06.1970 | Faded Love                       | Bob Wills and Johnnie Lee Wills | 3:19    |
| 5.    | 07.06.1970 | I Washed My Hands In Muddy Water | Joe Babcock                     | 3:54    |
| 6.    | 07.06.1970 | Make the World Go Away           | Hank Cochran                    | 3:46    |